# 柏原藩
柏原藩（かいばらはん）は、丹波国氷上郡柏原（現在の兵庫県丹波市柏原）に存在した藩。藩庁は柏原陣屋に置かれた。

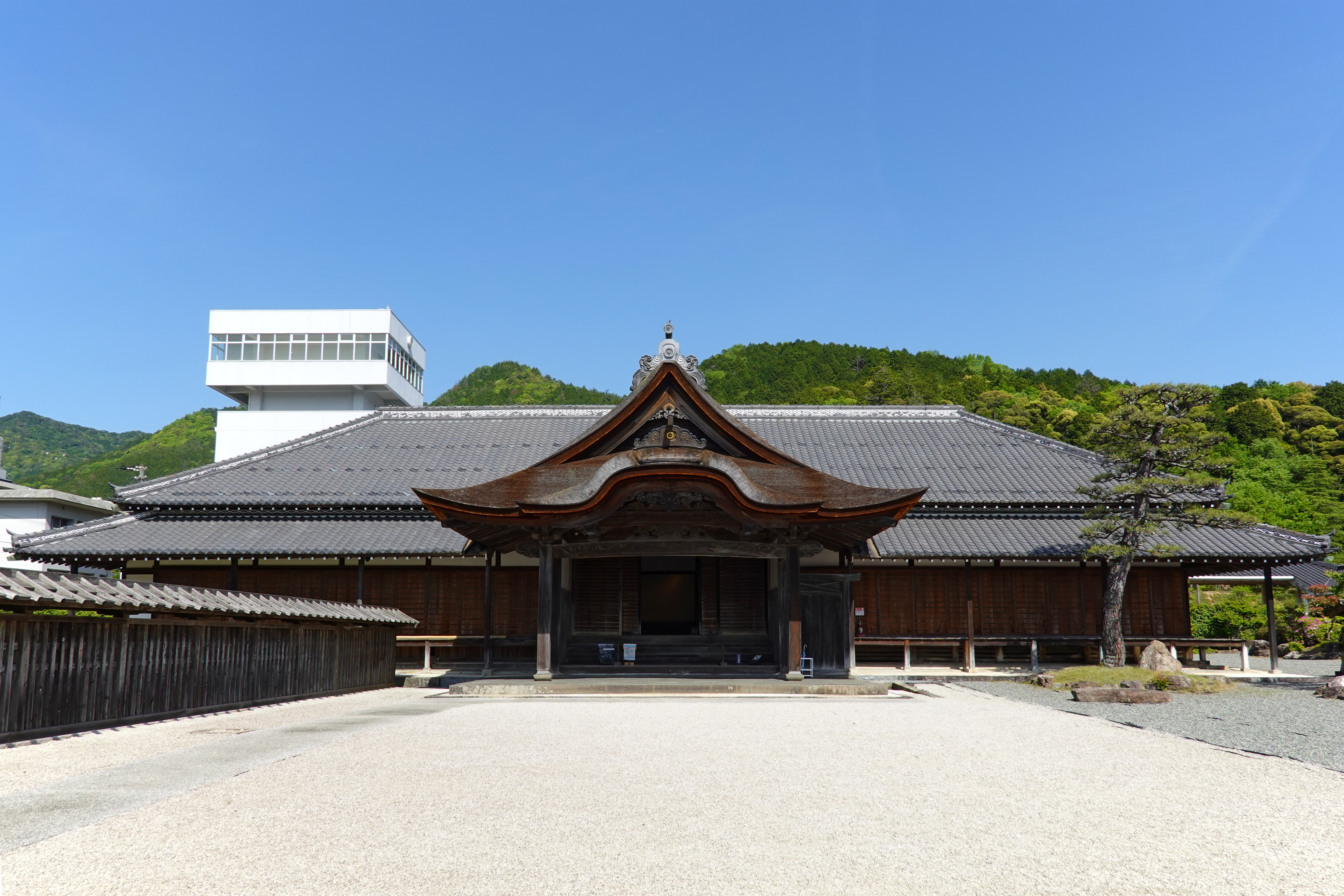
柏原陣屋 表御殿

## 藩史
織田信長の弟・信包は慶長3年（1598年）6月、伊勢国安濃津から柏原3万6000石に移封された。これが柏原藩の立藩である。信包は慶長5年（1600年）の関ヶ原の戦いでは西軍に与したが、戦後は改易されずに済み、大坂城で豊臣秀頼に仕えた。慶長19年（1614年）、信包は大坂冬の陣直前に死去した。その後、信包の孫で第3代藩主・織田信勝の時代に治水工事や新田開発などが行なわれて藩政の基礎が固められたが、信勝は慶安3年（1650年）5月17日に嗣子無くして死去してしまい、ここに柏原藩は廃藩となり、その所領は幕府領となった。
元禄8年（1695年）4月14日、信長の次男・織田信雄の五男・織田高長から始まる大和宇陀藩の織田信休が、2万石で柏原に入部したことにより、柏原藩が立藩された。これは大和宇陀藩2万9000石の藩主であった信休の父・織田信武が元禄7年（1694年）に発狂して家臣の田中五郎兵衛らを殺して自らも自害するという「宇陀崩れ」を起こしたため、処罰としてその子である信休が減移封されることとなったのである。信休は藩財政窮乏の中で藩政の基盤固めに努めたが、大洪水や旱魃などが相次ぎ、元禄9年（1696年）には年貢軽減を求める愁訴が起こった。その後も柏原藩では藩財政の窮乏化が進み、藩内では要人をはじめとする61人の解雇、藩士の俸禄削減、藩札の発行などの諸改革を断行したが効果はなく、文政7年（1824年）には物価高騰に反対する百姓一揆が起こった。
第5代藩主・織田信守はこのような中で奢侈に走って藩政に関心を示さなかった上、その快楽のために百姓に重税を強いたため、領民は信守を恨んだ。しかも信守が愛妾の保野を寵愛して政務にまで関与させた結果、藩主の地位をめぐっての争い（秘命騒動）や保野騒動が起こり、藩政は大いに乱れることとなった。第6代藩主・織田信古の代には先代の信守のツケに加えて藩札の発行により藩経済が大混乱し、天保4年（1833年）には遂に百姓の怒りが爆発して、打ち壊し騒動が発生した。このような中で第8代藩主となった織田信敬は、小島省斎と協力して倹約を主とする藩政改革を断行する。そして藩内で文武を奨励し、藩校として又新館を設立した。第9代藩主・織田信民は信敬の遺志を受け継いで新たに藩校・崇広館を設立し、小島省斎と共に藩政改革に臨んだ。
幕末期、信民とその跡を継いだ織田信親は、尊王攘夷運動を目指して行動する。このため早くから官軍側に与し、明治2年（1869年）の版籍奉還で信親は知藩事となる。明治4年（1871年）7月14日、廃藩置県により柏原藩は廃藩となり、柏原県となった。
なお、織田氏の諸藩では、信雄の系統は柏原藩の他に天童藩が、織田長益（有楽斎）の系統は柳本藩、芝村藩（戒重藩）が、明治維新まで存続した。有楽斎の系統は他に味舌藩、野村藩が存在したが、これらは江戸時代初期に除封、無嗣断絶している。

## 歴代藩主

### 織田家（信包流）
外様 3万6000石
| 代 | 氏名                   | 官位              | 在職期間                           | 享年 | 備考                           |
| -- | ---------------------- | ----------------- | ---------------------------------- | ---- | ------------------------------ |
| 1  | 織田信包 おだ のぶかね | 従三位 左近衛中将 | 慶長3年 - 慶長19年 1598年 - 1614年 | 72?  | 父は織田信秀。織田信長の実弟。 |
| 2  | 織田信則 おだ のぶのり | 従四位下 刑部大輔 | 慶長19年 - 寛永7年 1614年 - 1630年 | 31   |                                |
| 3  | 織田信勝 おだ のぶかつ | 従五位下 上総介   | 寛永7年 - 慶安3年 1630年 - 1650年  | 28   | 無継嗣のため改易。             |

### 幕府領
- 慶安3年（1650年） - 元禄8年（1695年）

### 織田家（信雄流）
外様 2万石
| 代 | 氏名                   | 官位            | 在職期間                            | 享年 | 備考                                                                   |
| -- | ---------------------- | --------------- | ----------------------------------- | ---- | ---------------------------------------------------------------------- |
| 1  | 織田信休 おだ のぶやす | 従五位下 近江守 | 元禄8年 - 享保7年 1695年 - 1722年   | 45   | 父は大和宇陀松山藩4代藩主の織田信武。 大和宇陀松山藩から転封。         |
| 2  | 織田信朝 おだ のぶとも | 従五位下 出雲守 | 享保7年 - 元文2年 1722年 - 1737年   | 29   |                                                                        |
| 3  | 織田信旧 おだ のぶひさ | 従五位下 山城守 | 元文2年 - 天明3年 1737年 - 1783年   | 74   | 前藩主信朝の実弟。                                                     |
| 4  | 織田信憑 おだ のぶより | 従四位下 出雲守 | 天明3年 - 文政10年 1783年 - 1827年  | 91   | 実父は高家旗本・織田信栄。 宝暦8年（1758年）に前藩主信旧の養子となる。 |
| 5  | 織田信守 おだ のぶもり | 従五位下 山城守 | 文政10年 - 文政12年 1827年 - 1829年 | 69   |                                                                        |
| 6  | 織田信古 おだ のぶもと | 従五位下 近江守 | 文政12年 - 天保13年 1829年 - 1842年 | 54   | 祖父は3代藩主の信旧。実父は織田信応。                                  |
| 7  | 織田信貞 おだ のぶさだ | 従五位下 出雲守 | 天保13年 - 弘化3年 1842年 - 1846年  | 44   | 実父は5代藩主の信守。                                                  |
| 8  | 織田信敬 おだ のぶのり | 従五位下 出雲守 | 弘化3年 - 嘉永7年 1846年 - 1854年   | 18   | 実父は肥後宇土藩9代藩主の細川行芬。                                    |
| 9  | 織田信民 おだ のぶたみ | 従五位下 山城守 | 嘉永7年 - 慶応元年 1854年 - 1865年  | 26   | 実父は筑前秋月藩10代藩主の黒田長元。                                   |
| 10 | 織田信親 おだ のぶちか | 従五位下 出雲守 | 慶応元年 - 明治4年 1865年 - 1871年  | 77   | 実父は交代寄合の山崎治正。                                             |

## 現存建物
- 表御門（長屋門）
- 表御殿
- 太鼓やぐら
- 藩校崇広館は移築されていたが、現在解体保存中

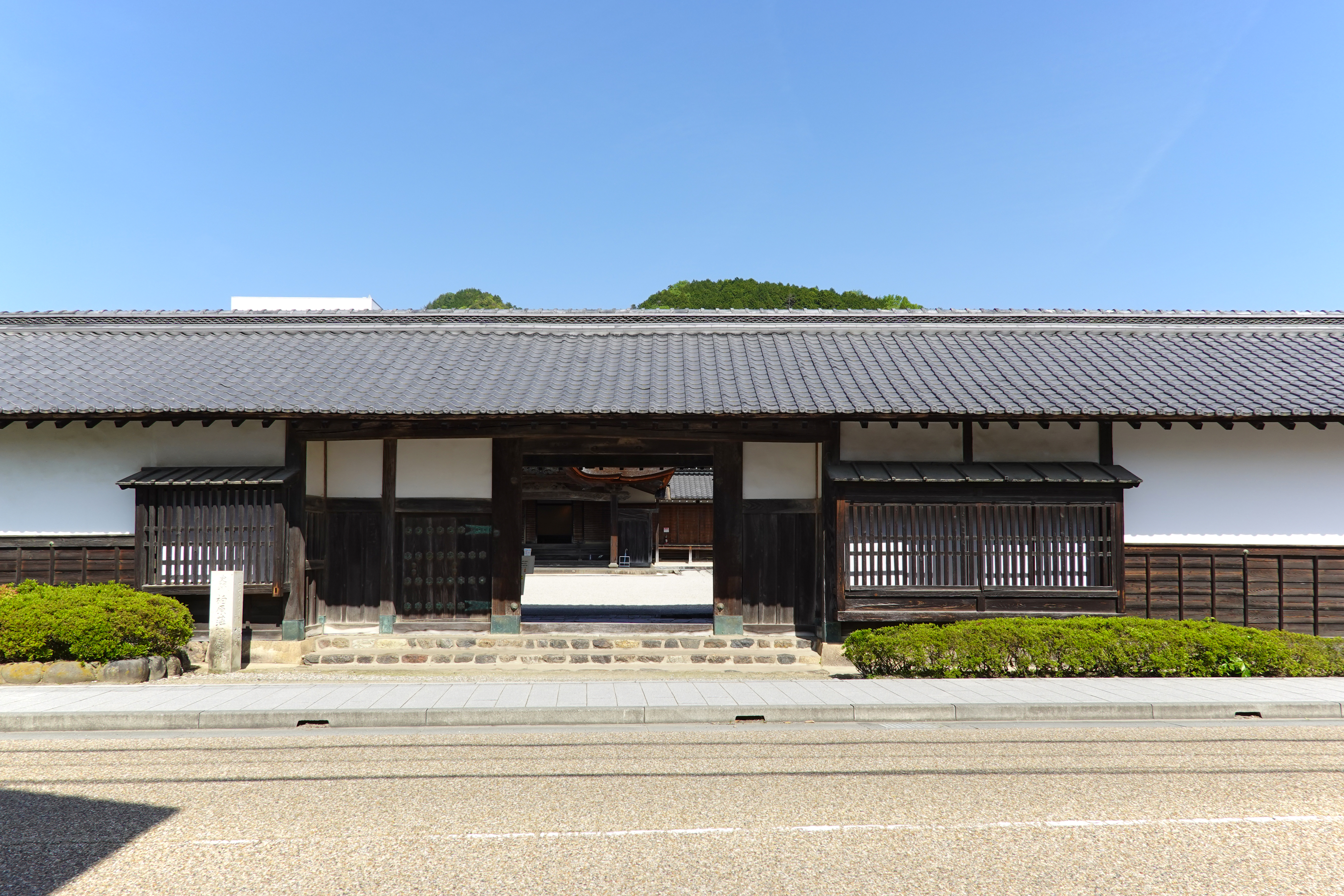
織田家旧邸長屋門
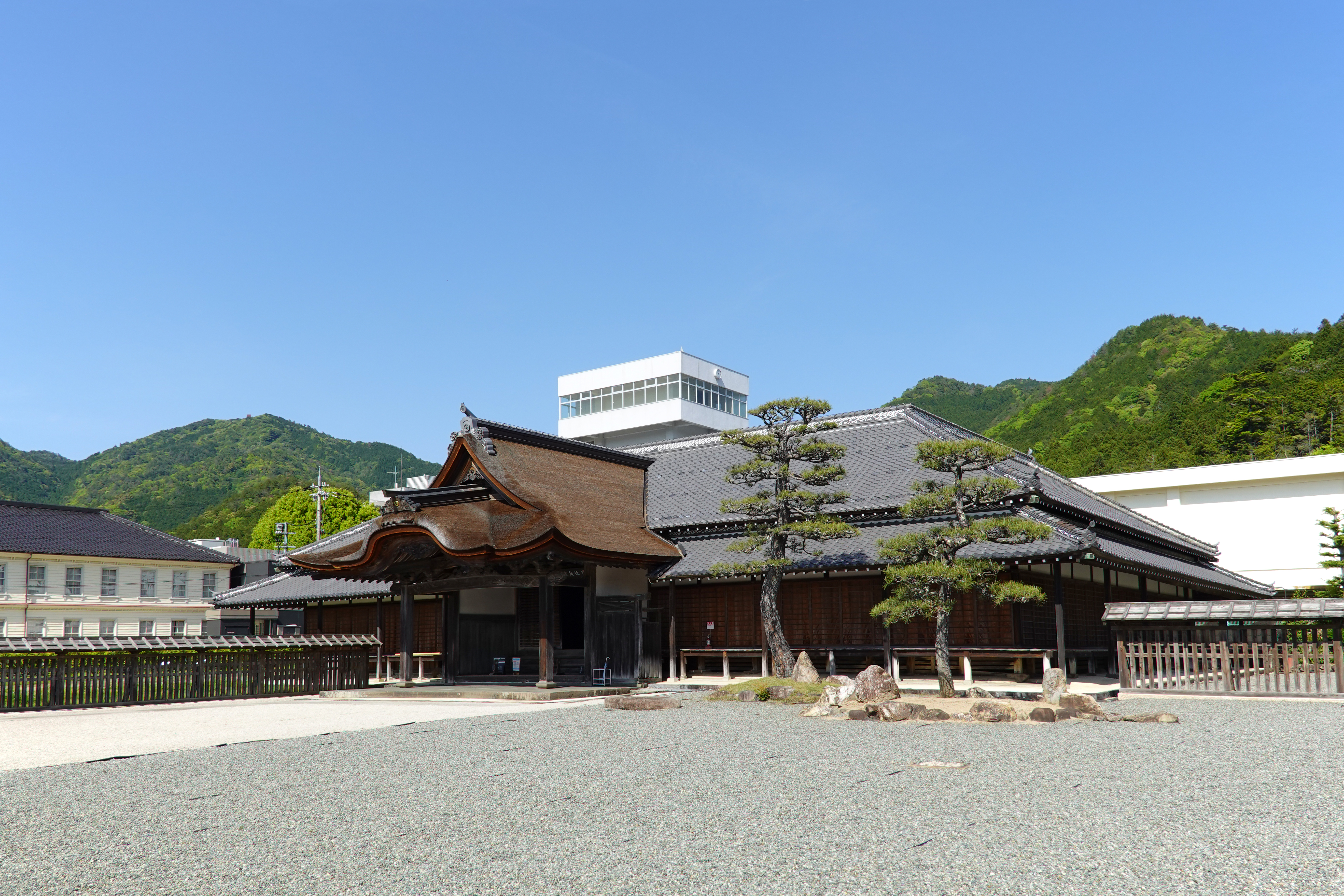
表御殿
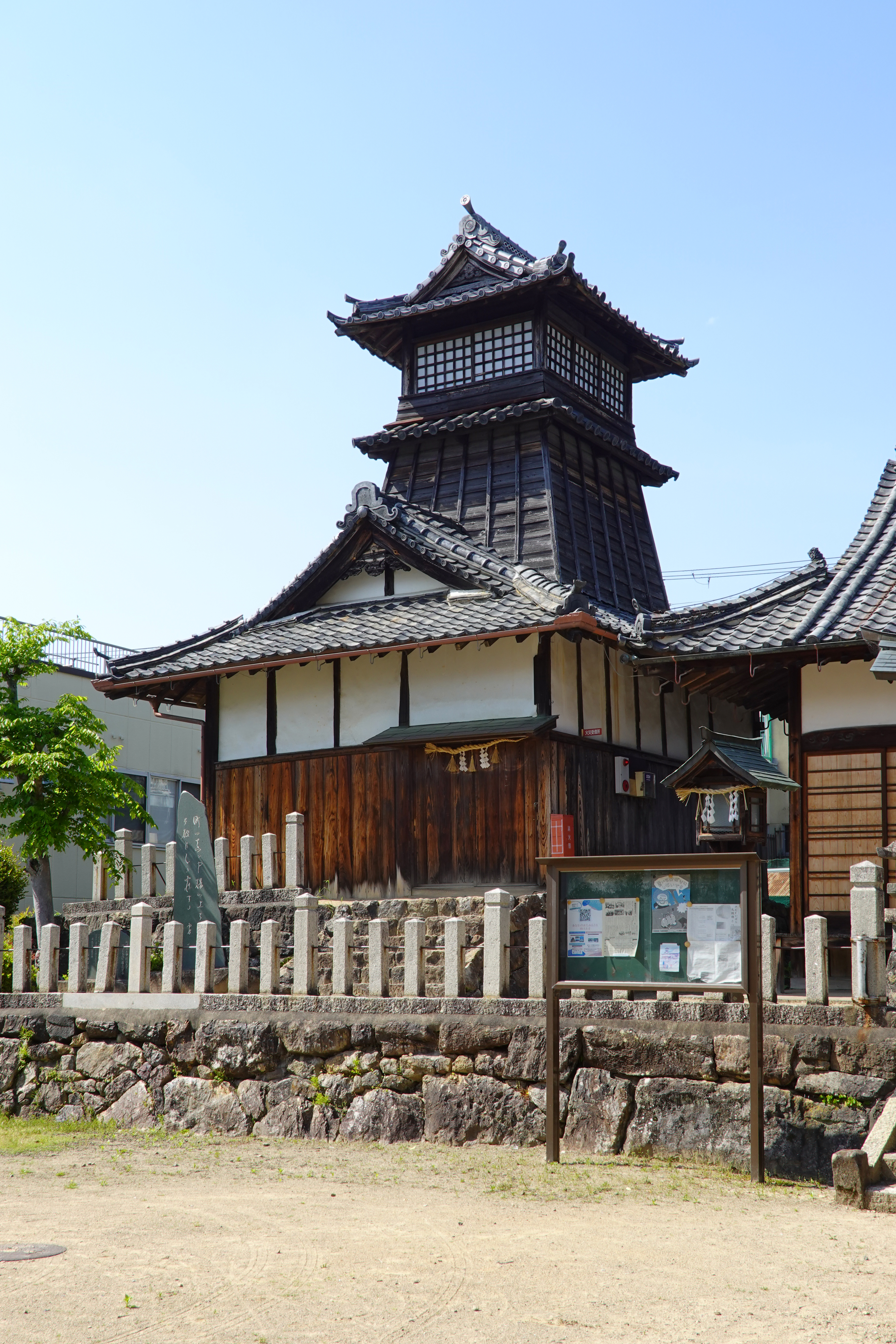
太鼓やぐら

## 幕末の領地
- 丹波国
  - 何鹿郡のうち - 9村
  - 天田郡のうち - 4村（うち1村を綾部藩に編入）
  - 氷上郡のうち - 43村